# Nationale Maatschappij voor Goedkope Woningen en Woonvertrekken
De Nationale Maatschappij voor Goedkope Woningen en Woonvertrekken, afgekort NMGWW, is opgericht in 1919 en was in België de eerste actieve overheidstussenkomst inzake huisvesting.
De NMGWW werd opgericht op 15 april 1920 door de wet van 11 oktober 1919.
De NMGWW past in een beweging die vlak voor de Eerste Wereldoorlog in gang was gezet met de in 1912 opgerichte Commissie voor de Hervorming van de Wetgeving inzake Huisvesting. Deze beweging kwam voort uit de (noodgedwongen) integratie van de arbeidersbewegingen (na de bloedige staking van 1886) en de opname van de Belgische Werkliedenpartij (BWP) in de Union Sacrée-regering. In ruil daarvoor kwam de NMGWW onder socialistische leiding. Deze socialistische leiding van de NMGWW komt duidelijk naar voor in de voorkeur voor tuinwijken.
Het eerste doel van de NMGWW bestond erin om, zoals de naam doet vermoeden, te voorzien in goedkope woningen voor de minderbedeelden. De kwaliteit van de huisvesting kwam hierbij slechts op de tweede plaats. De NMGWW bood vooral huurwoningen aan.
De invloed van de NMGWW taande zienderogen toen het (katholiek geïnspireerde) premiestelsel Moyersoen dat de eigendomsverwerving van privé-woningen moest bevorderen in 1922 werd goedgekeurd.
Door de wet van 27 juni 1956 werd de NMGWW herdoopt tot Nationale Maatschappij voor de Huisvesting (NMH). Als gevolg van de regionalisering werd deze maatschappij afgeschaft bij wet van 28 december 1984. In Vlaanderen werd daarop de Vlaamse Huisvestingsmaatschappij (VHM) opgericht, de huidige Vlaamse Maatschappij voor Sociaal Wonen (VMSW).